# Steve Ovett
Stephen Michael James ("Steve") Ovett OBE (* 9. října 1955, Brighton) je bývalý britský atlet, běžec, olympijský vítěz v běhu na 800 metrů a mistr Evropy v běhu na 1500 metrů.

## Kariéra
Jeden ze svých prvních mezinárodních úspěchů zaznamenal v roce 1973 v tehdy západoněmeckém Duisburgu, kde se stal juniorským mistrem Evropy v běhu na 800 metrů. O rok později získal na stejné trati stříbro na ME v atletice v Římě. V roce 1978 na evropském šampionátu v Praze vybojoval na strahovském stadionu Evžena Rošického zlatou (1500 m) a stříbrnou medaili (800 m).
Celkově třikrát vytvořil nový světový rekord v běhu na 1500 metrů a dvakrát v běhu na 1 míli. Třikrát reprezentoval na letních olympijských hrách (Montreal 1976, Moskva 1980, Los Angeles 1984). V roce 1986 na hrách Commonwealthu v Edinburghu získal zlatou medaili v běhu na 5000 metrů.

## Osobní rekordy
- 800 m – (1:44,09 – 31. srpna 1978, Praha)
- 1500 m – (3:30,77 – 4. září 1983, Rieti)
- 1 míle – (3:48,40 – 26. srpna 1981, Koblenz)